# 古巴经济
古巴經濟於1959年古巴革命成功後，革命領袖、總理斐代爾·卡斯楚宣布国有化90%的工业和70%的农业政策。 古巴政府实施计划经济。大多数的生产工具由国家控制，并且大多数的劳动力为公家所雇佣。在2000年約77.5%的工作从属于公共部门，剩下約21.5%从属于私有部门；于1981年相比较，公有部门和私有部门的关系為91.8%比8.2%，近年来私有产业有所发展。投资需要符合专门的条件。大多数的价格由国家决定。
苏联和经济互助委员会的解体以及美国的禁运令对古巴的经济造成了极大的打击。因为古巴经济依赖于经济互助委员会的帮助及其销售市场。比如苏联高价购买古巴的糖并且向它低价出售石油。1992年古巴与经济互助委员会成员组成国的物品交换量仅占1989年的7%。
与此同时，古巴国民生产总值滑落至35%，人均收入下降为39%。由于石油和器材的短缺，古巴农业曾一度衰竭。断电的情况时常出现，饥饿和粮食短缺曾为普遍现象。面对这场经济危机，古巴经济實施有限度自由化。国家允许私營企业商业和手工业的发展，并于2004年合法化美元交易。旅游业也受到鼓舞。1996年，旅游业曾高于蔗糖业的收入。2003年，该岛接纳了190万游客，主要来自于加拿大或欧盟国家，并赢得了21亿美元的收入。2021年8月10日，古巴政府正式允许本国居民开办中小型私营企业，员工最多100名。